# Mistrzostwa Słowacji w Skokach Narciarskich 2001
Mistrzostwa Słowacji w Skokach Narciarskich 2001 – zawody w skokach narciarskich, przeprowadzone 6 lutego 2001 roku w Szczyrbskim Jeziorze w celu wyłonienia indywidualnego i drużynowego mistrza Słowacji.
Oba konkursy (indywidualny i drużynowy) na skoczni normalnej rozegrano 6 lutego 2001 roku na obiekcie MS 1970 B w Szczyrbskim Jeziorze. Planowano również rozegrać zawody na skoczni dużej, jednak z powodu niekorzystnych warunków atmosferycznych zostały one odwołane.
Konkurs drużynowy wygrał w nim zespół LKS Dukla Banská Bystrica I w składzie Matej Uram, Miroslav Formánek i Martin Mesík, który zdobył 600 pkt. Srebrny medal zdobył klub ŠKP Štrbské Pleso (580 pkt.), a brązowy druga drużyna klubu LKS Dukla Banská Bystrica (502 pkt.). 
W konkursie indywidualnym zwyciężył Matej Uram (228,5 pkt.). Pozostałe miejsca na podium mistrzostw Słowacji zajęli Miroslav Formánek (srebrny medal; 216 pkt.) i Martin Mesík (brąz; 197 pkt.).

## Medaliści
| Konkurs                        | Złoto                                                                          | Srebro                                                          | Brąz                                                                              |
| ------------------------------ | ------------------------------------------------------------------------------ | --------------------------------------------------------------- | --------------------------------------------------------------------------------- |
| indywidualny skocznia normalna | Matej Uram                                                                     | Miroslav Formánek                                               | Martin Mesík                                                                      |
| drużynowy skocznia normalna    | LKS Dukla Banská Bystrica I 1. Matej Uram 2. Miroslav Formánek 3. Martin Mesík | ŠKP Štrbské Pleso 1. Michal Pšenko 2. Filip Kafka 3. Peter Diča | LKS Dukla Banská Bystrica II 1. René Štefanovie 2. Peter Schlank 3. Peter Koštial |